# 凱爾斯佩河
51°6′50.2″N 7°28′56.4″E / 51.113944°N 7.482333°E

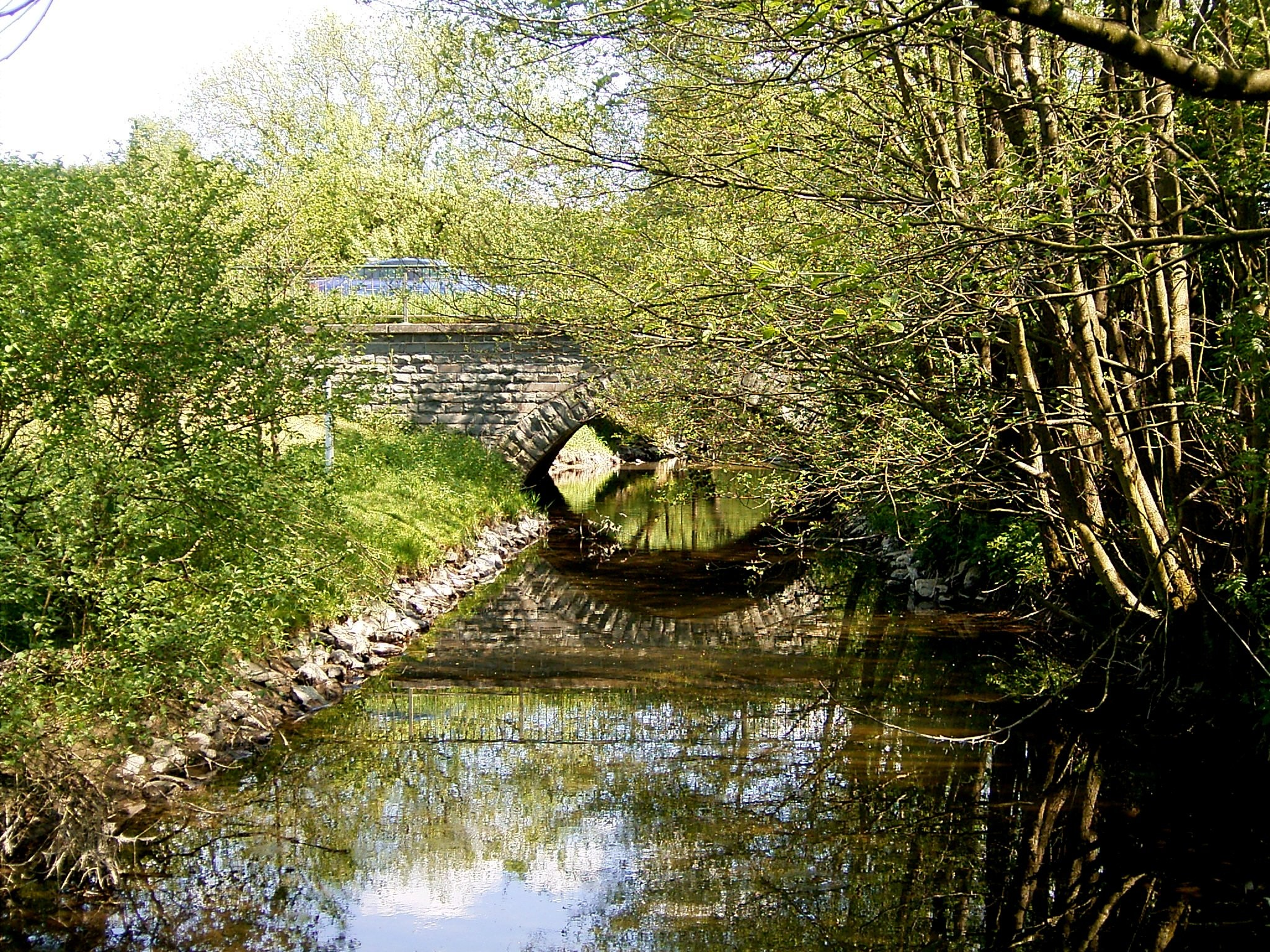

凱爾斯佩河（德語：Kerspe），是德國的河流，位於該國西部，處於北萊茵-威斯特法倫州，屬於伍珀河的右支流，河道全長12.5公里，流域面積30.9平方公里。